# Керівники ЦК Компартії Казахстану (1920—1991)
У статті подано список керівників Центрального комітету Комуністичної партії Казахстану від 1920 до 1991 року.

## Список

### Голови революційного комітету з управління Киргизьким (Казахським) краєм
| № | Ім'я                     | Зображення | Термін повноважень         |
| - | ------------------------ | ---------- | -------------------------- |
| 1 | Станіслав Пестковський   |            | 30 квітня — серпень 1920   |
| 2 | Іван Акулов              |            | серпень 1920 — січень 1921 |
| 3 | Мухамедхафій Мурзагалієв |            | січень — червень 1921      |

## Секретарі Киргизького (Казахського) обкому РКП(б)
| № | Ім'я                     | Зображення | Термін повноважень            |
| - | ------------------------ | ---------- | ----------------------------- |
| 1 | Мухамедхафій Мурзагалієв |            | червень — липень 1921         |
| 2 | Марія Костеловська       |            | липень — серпень 1921         |
| 3 | Георгій Коростельов      |            | вересень 1921 — жовтень 1924  |
| 4 | Віктор Нанейшвілі        |            | жовтень 1924 — 19 лютого 1925 |

## Секретарі Казахстанського крайкому ВКП(б)
| № | Ім'я              | Зображення | Термін повноважень         |
| - | ----------------- | ---------- | -------------------------- |
| 1 | Віктор Нанейшвілі |            | 19 лютого — червень 1925   |
| 2 | Філіп Голощокін   |            | липень 1925 — січень 1933  |
| 3 | Левон Мірзоян     |            | січень 1933 — квітень 1937 |

## Перші секретарі ЦК Компартії Казахстану
| №  | Ім'я                    | Зображення | Термін повноважень              |
| -- | ----------------------- | ---------- | ------------------------------- |
| 1  | Левон Мірзоян           |            | 23 квітня 1937 — 23 травня 1938 |
| 2  | Микола Скворцов         |            | 23 травня 1938 — травень 1945   |
| 3  | Геннадій Борков         |            | травень 1945 — 22 червня 1946   |
| 4  | Жумабай Шаяхметов       |            | 22 червня 1946 — 6 лютого 1954  |
| 5  | Пантелеймон Пономаренко |            | 6 лютого 1954 — 7 травня 1955   |
| 6  | Леонід Брежнєв          |            | 7 травня 1955 — 6 березня 1956  |
| 7  | Іван Яковлев            |            | 6 березня 1956 — 13 грудня 1957 |
| 8  | Микола Бєляєв           |            | 13 грудня 1957 — 19 січня 1960  |
| 9  | Дінмухамед Кунаєв       |            | 19 січня 1960 — 26 грудня 1962  |
| 10 | Ісмаїл Юсупов           |            | 26 грудня 1962 — 7 грудня 1964  |
| 11 | Дінмухамед Кунаєв       |            | 7 грудня 1964 — 16 грудня 1986  |
| 12 | Геннадій Колбін         |            | 16 грудня 1986 — 22 червня 1989 |
| 13 | Нурсултан Назарбаєв     |            | 22 червня 1989 — 28 серпня 1991 |